# スーフォールズ地域空港
スーフォールズ地域空港（スーフォールズちいきくうこう、Sioux Falls Regional Airport、IATA: FSD）は、アメリカ合衆国サウスダコタ州南東部にある空港。同州の最大都市スーフォールズとその都市圏を中心に、サウスダコタ州東部、ミネソタ州南西部、およびアイオワ州北西部の諸町村をカバーしている。地元スーフォールズ出身で、第二次世界大戦で活躍した海兵隊の元飛行士ジョー・フォスの名を取って、ジョー・フォス・フィールド（Joe Foss Field）とも呼ばれる。
ジョー・フォス・フィールドはサウスダコタ空軍州兵、および第114戦闘航空団の本拠地である。そのためスーフォールズ地域空港の周辺では、第114飛行連隊による飛行訓練中やルーチン飛行中のF-16（ファイティング・ファルコン）戦闘機がよく見られる。もともと、このスーフォールズ地域空港は第二次世界大戦中にスーフォールズ空軍基地として建設されたものであった。基地は1960年代中盤に閉鎖となった。基地内に敷設されていた道路はそのまま転用され、スーフォールズ市北西に広がる工業地として発展した。
空港は3本の滑走路を有している。また、ヘリポートも併設されている。空港ターミナルはスーフォールズのメインストリートであるミネソタ通りに面している。州間高速道路とは直結していない。

## 就航路線
大手5社のうち3社がスーフォールズへの路線を有し、各社ハブ空港からの便を発着させている。これらの便はいずれも提携航空会社による小型機の便である。最も便数が多いのはデルタ航空によるミネアポリス・セントポール国際空港への便で、1日8便ある。
- アレジアント航空: オースチン、フォートローダーデール、ラスベガス、オレンジカウンティ、オーランド/サンフォード、フェニックス/メサ、クリアウォーター
- フロンティア航空: デンバー、ラスベガス、オーランド
- アメリカン航空: ダラス
- アメリカン・イーグル: フェニックス、シカゴ
- デルタ航空: ミネアポリス
- デルタ・コネクション: アトランタ、ミネアポリス
- ユナイテッド航空: シカゴ、デンバー
- ユナイテッド・エクスプレス: シカゴ、デンバー

## 註
1. ↑  Airlines. Sioux Falls Regional Airport.